# Signal de détresse
Un signal de détresse ou un message de détresse est utilisé lorsqu'une vie humaine est en danger grave et imminent.
Il a été nécessaire de codifier ou de réglementer les signaux qui peuvent signifier la détresse afin d'éviter les confusions. Les signaux sont généralement utilisés lorsqu'il y a un défaut de communication (distance trop grande pour que la parole suffise, manque de moyens radio électriques, pas de téléphone, milieu aquatique, etc.).

## Véhicules terrestres
- Avertisseur spécial de véhicule
- Véhicule arrêté, capot moteur relevé (visible depuis les airs)

## Montagne
- Un carré de tissu rouge d'un mètre de côté, présent dans la trousse de premiers secours, étalé sur le sol signifie la détresse et le besoin de secours.
- Utiliser des fusées de détresse.
- Lever les mains en forme de V afin de former un Y avec vos corps/bras, équivalent à la première lettre de « Yes » (signifiant que oui, vous avez besoin de secours).
- Signal SOS (···---···) émis le jour avec un miroir réfléchissant les rayons du Soleil, ou la nuit avec une lampe de poche, ou à tout moment à l'aide d'un sifflet.
- Canal européen des secours en montagne[1], Canal E : 161,300 MHz[2].

## Aéronautique
Deux grandes catégories de messages ayant la priorité sur toutes les autres communications sont utilisés en aéronautique. Ce sont les messages d'urgence et de détresse. Bien que certaines règles soient applicables pour différencier les deux, le choix final ne se fait que sur décision du commandant de bord.
Les fréquences à utiliser par l'opérateur sont :
- soit la fréquence du contrôle avec qui il est en contact ;
- soit la fréquence 121,500 MHz[3] ;
- soit la fréquence 3 023 kHz[4] ;
- soit la fréquence 5 680 kHz[5].

### Message d'urgence
Le message d'urgence est utilisé si une vie humaine est en danger, ou qu'il y a un problème grave à bord, par exemple, si l'opérateur est dans un bimoteur dont un des moteurs est en panne.
Un aéronef en situation d'urgence jouit d'une priorité sur tout le trafic aérien, excepté le trafic en situation de détresse. Un aéronef en état d'urgence ne requiert pas d'assistance immédiate.
Le message standard, idéalement envoyé en anglais, ou en français pour la France et Belgique, est le suivant :

« PAN PAN, PAN PAN, PAN PAN, this is (Immatriculation de l'avion), on (Fréquence utilisée), for any aircraft or control in the vicinity, my position is (Position), (Altitude), (Vitesse), (Tous autres renseignements susceptibles de faciliter le sauvetage), (Nature du problème), (intentions) »

Par exemple :

« PAN PAN, PAN PAN, PAN PAN, this is OO-ABC on 121.5, to any aircraft or control in my vicinity, my position is 6 miles north east of EBLG, 5000 feet, 90 knots, right engine fire, 1 Engine Down, 1 engine Left, Requesting priority landing at EBLG and fire assistance »

Signifiant, en français :

« PAN PAN, PAN PAN, PAN PAN, ici OO-ABC sur 121,5, à tout avion ou contrôle dans mon secteur, ma position est 6 milles au Nord-Est de EBLG, 5000 pieds, 90 nœuds, moteur droit en feu, un moteur hors service, un moteur restant, demande atterrissage prioritaire à EBLG et assistance anti-incendie »

Les appels d'urgence sont généralement utilisés dans le cas d'une panne d'un moteur sur un multimoteur.

### Message de détresse
Le message de détresse est utilisé lorsqu'une vie humaine est en danger. Par exemple, l'avion est en feu, ou bien tous les moteurs sont en panne.
Le commandant d'un avion de ligne est tenu d'ouvrir une situation de détresse s'il a moins d'essence que la limite légale de 30 minutes (appareils à moteur avec turbopropulseur et avions à réaction) ou bien de 45 minutes (appareils à moteur sans turbopropulseur).

« MAYDAY MAYDAY MAYDAY, this is (Immatriculation de l'avion), on (Fréquence utilisée), for any Aircraft or control in the vicinity, my position is (Position), (Altitude), (Vitesse), (Tous autres renseignements susceptibles de faciliter le sauvetage), (Nature du problème), requesting immediate assistance »

Par exemple :

« MAYDAY MAYDAY MAYDAY, this is OO-ABC on 121.5, to any aircraft or control in my vicinity, my position is 6 miles north east of EBLG, 5000 feet, 90 knots, Squawk 7700 engine fire, engine down, no oil pressure, requesting medical and fire assistance when crash landing completed in my vicinity »

Signifiant, en français :

« MAYDAY MAYDAY MAYDAY, ici OO-ABC sur 121,5, à tout avion ou contrôle dans mon secteur, ma position est 6 miles au nord-est de EBLG, 5000 pieds, 90 nœuds, transpondeur 7700, réacteur en feu, réacteur hors service, pas de pression huile, demande assistance médicale et anti-incendie après atterrissage d'urgence dans mon secteur »

On peut également passer le code 7700 au transpondeur. (signal de détresse)
Les appels de détresse sont généralement utilisés dans les cas suivants :
- feu à bord (cabine, électrique, moteur) ;
- panne moteur ;
- plus de carburant.

## Maritime
Les messages demandant assistance sont à émettre sur des fréquences fixées par la règlementation internationale. Exemples :
- le Canal 16 de la VHF ;
- la fréquence 2 182 kHz.

Ils peuvent être écrits et transmis par des appareils de communications satellitaires, il n'y a pas dans ce cas de fréquence de détresse, mais une priorité de traitement du signal reçu, le système Inmarsat affecte un canal ayant le caractère de canal de détresse, s'il n'en existe pas, il libère un canal. Les messages peuvent également être numérisés et transmis de manière automatique par des dispositifs interfacés sur les VHF (utilisant alors le canal 70) ou encore sur les récepteurs transmetteurs MF (utilisant la fréquence 2187,5 kHz) ou HF (une fréquence par bande) (voir appel sélectif numérique).
D'autres signaux peuvent être émis :
- Coup de canon ou autres signaux explosifs tirés à des intervalles d'une minute environ
- Son continu produit par un appareil quelconque pour signaux de brume
- Fusées ou bombes projetant des étoiles rouges lancées une à une à de courts intervalles
- Signal émis par radiotélégraphie ou par tout autre système de signalisation, se composant du groupe S.O.S (···---···) du code Morse international. Il peut être émis le jour avec un miroir réfléchissant les rayons du Soleil, ou la nuit avec une lampe. On ne manipule pas tititi, tatata, tititi (SOS appellation fantaisiste) mais titititatatatititi (signal spécifique)
- Signal de détresse N.C du code international des signaux maritimes (N au-dessus de C) :
- Signal consistant en un pavillon carré ayant, au-dessus ou en dessous, une boule ou un objet analogue.
- Flammes sur le navire (telles qu'on peut en produire en brûlant un baril de goudron, un baril d'huile, etc.).
- Fusée à parachute ou feu à main produisant une lumière rouge.
- Signal fumigène produisant une fumée de couleur orange.
- Mouvements lents et répétés de haut en bas des bras étendus de chaque côté.
- Alerte de détresse émise par appel sélectif numérique (ASN) sur :
  - la fréquence 8 414,5 kHz, et une des fréquences : 4 207,5 kHz, 6 312 kHz, 12 557 kHz ou 16 804,5 kHz en ondes décamétriques.
- Alerte de détresse dans le sens navire côtière émise par la station terrienne Inmarsat ou d'un autre prestataire de services mobiles par satellite du navire[7].
- Signaux transmis par les radiobalises de localisation de sinistre.
- Signaux approuvés transmis par des systèmes de radiocommunication, y compris les répondeurs radar des embarcations ou radeaux de sauvetage.
- Est interdit l'usage de l'un quelconque des signaux ci-dessus, sauf dans le but d'indiquer un cas de détresse ou un besoin de secours, ainsi que l'usage d'autres signaux susceptibles d'être confondus avec l'un des signaux ci-dessus.
- Il convient de prêter attention aux chapitres pertinents du code international de signaux, au manuel international de recherche et de sauvetage aéronautiques et maritimes (volume III) et aux signaux suivants :
  - morceau de toile de couleur orange soit avec un carré et un cercle de couleur noire soit avec un autre symbole approprié (pour repérage aérien) ;
  - colorant.

### Message de sécurité
Un message de sécurité est émis pour prévenir tous les navires aux alentours des dangers relatifs à la navigation (avis de tempête, débris flottants, etc.). Ils seront traités après les messages de détresse et les messages d'urgence. Le signal caractérisant ces messages est sécurité prononcé 3 fois :

Il est de forme :
« 
SÉCURITÉ, SÉCURITÉ, SÉCURITÉ, à toutes les stations, à toutes les stations, à toutes les stations, ici (nom du navire ou de la station), (nom du navire ou de la station), (nom du navire ou de la station)
- SÉCURITÉ
- Nom du navire ou de la station, MMSI
- Position
- Nature du problème de sécurité
- Conseils ou informations complémentaire
- OUT »

### Message d'urgence
Un message d'urgence est émis lorsque la sécurité d'un navire ou d'une personne est menacée. Par exemple la présence d'un blessé ou d'un malade à bord.
Ils seront traités après les messages de détresse.
Le signal caractérisant ces messages est PAN PAN (prononcé panne, panne 3 fois)
« 
PAN PAN, PAN PAN, PAN PAN à tous, à tous, à tous, ici (Nom du navire), (Nom du navire), (Nom du navire), (indicatif du navire)
- Position (coordonnées géographiques ou position relative)
- Nature de l'urgence
- Secours demandés
- Intentions du responsable du navire
- Tout renseignement destiné à faciliter les secours (caractéristiques du navire, risques présents ...) »

### Message de détresse

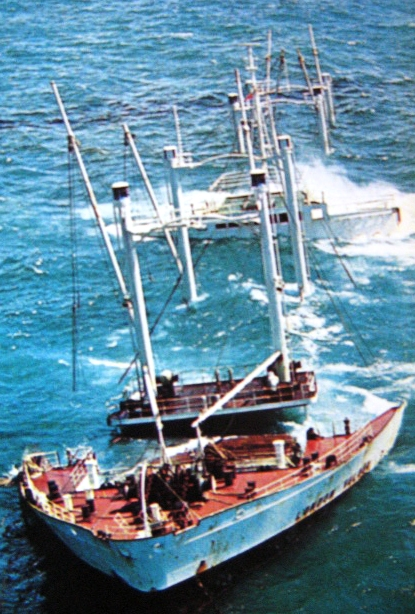
Navire coulant

Ce message est utilisé lors d'un danger grave ou imminent à bord et que des vies humaines sont en danger. Par exemple le navire est en train de couler, il y a le feu à bord. On l'émet jusqu'à ce qu'une station côtière réponde [réf. nécessaire]. Dans la mesure où aucune station terrestre n'accuse réception, alors seulement, une station mobile maritime peut le faire, elle le fait sur la même fréquence.
Il est de la forme :
« 
MAYDAY, MAYDAY, MAYDAY de (Nom du navire), (Nom du navire), (Nom du navire)
- MAYDAY (Nom du navire)
- Position (Latitude longitude ou position relative)
- Nature de la détresse
- Secours demandé
- Nombre de personnes à bord
- Intentions
- Tout renseignement supplémentaire qui pourrait être utile (caractéristiques du navire ...) »

Ce qui donne par exemple :
« 
MAYDAY, MAYDAY, MAYDAY de Titanic, Titanic, Titanic 
- MAYDAY Titanic
- Position 41°46'N, 50°14'O
- Le navire est en train de couler.
- Demandons assistance immédiate.
- 2201 personnes à bord.
- Abandonnons le navire
- Paquebot noir de 269m de long à 4 cheminées. »

### Mayday relais
Enfin, si un navire en perdition est incapable de transmettre un message de détresse, une autre station peut servir de relais. Le message prend alors cette forme :
« 
MAYDAY RELAY, MAYDAY RELAY, MAYDAY RELAY de (station relais), (Station relais), (Station relais)
- MAYDAY (Navire en détresse)|Renseignements contenus dans le message de détresse. »

Lorsqu'une procédure de détresse est en cours, le silence est imposé sur la fréquence utilisée par la station côtière chargée de la coordination des secours (Silence Mayday). À la fin de la procédure le message Silence fini sera émis et les communications normales pourront reprendre.